# Théorème de l'indice d'Atiyah-Singer
En mathématiques, et plus précisément en géométrie différentielle, le théorème de l'indice d'Atiyah-Singer, démontré par Michael Atiyah et Isadore Singer en 1963, affirme que pour un opérateur différentiel elliptique sur une variété différentielle compacte, l’indice analytique (lié à la dimension de l'espace des solutions) est égal à l’indice topologique (défini à partir d'invariants topologiques). De nombreux autres théorèmes, comme le théorème de Riemann-Roch, en sont des cas particuliers, et il a des applications en physique théorique.

## Historique
Le problème de l'indice pour des opérateurs différentiels elliptiques fut posé en 1959 par Israel Gelfand. Il remarqua l'invariance de l'indice par homotopie, et en demanda une formule n'utilisant que des invariants topologiques. Parmi les exemples motivant cette approche figuraient le théorème de Riemann-Roch et sa généralisation, le théorème de Hirzebruch-Riemann-Roch, ainsi que le théorème de la signature de Hirzebruch (en). Hirzebruch et Borel avaient démontré que le Â-genre (en) d'une variété spin était entier, et Atiyah suggéra que cela s'expliquait si ce genre était l'indice de l'opérateur de Dirac (en) (qui avait été redécouvert par Atiyah et Singer en 1961).
Le théorème de l'indice fut annoncé par Atiyah et Singer en 1963. La démonstration esquissée dans cette annonce ne fut jamais publiée par eux, mais fut développée en détail par les participants du séminaire Henri Cartan en 1963-64, puis parut dans le séminaire Palais en 1965. Leur première preuve publiée, en 1968, remplaçait la théorie du cobordisme par la K-théorie ; cela leur permit de démontrer diverses généralisations dans une série de publications échelonnées de 1968 à 1971. En 1973, Michael Atiyah, Raoul Bott et Vijay Kumar Patodi donnèrent une nouvelle démonstration du théorème de l'indice, utilisant l'équation de la chaleur (cette démonstration figure dans le livre de Melrose, publié en 1993).
En 1983, Ezra Getzler (en), utilisant des idées d'Edward Witten et de Luis Alvarez-Gaumé (de), donna une démonstration courte du théorème de l'indice local pour des opérateurs qui sont localement des opérateurs de Dirac ; cela couvre la plupart des cas utiles en pratique.

## Notations et définitions
Dans tout ce qui suit,
- X est une variété différentielle compacte (sans bord).
- E et F sont des fibrés vectoriels différentiables sur X.
- D est un opérateur différentiel elliptique de E vers F. Ainsi, en coordonnées locales, il agit comme un opérateur différentiel ordinaire, envoyant des sections lisses de E vers des sections lisses de F.

### Le symbole d'un opérateur différentiel
Si D est un opérateur différentiel d'ordre n en k variables
x1, … , xk,
alors son symbole est la fonction de 2k variables
x1, … , xk, y1, … , yk,
obtenue en supprimant tous les termes d'ordre inférieur à n et en remplaçant ∂/∂xi par yi. Le symbole est donc homogène de degré n par rapport aux variables y. Le symbole est bien défini, en dépit de ce que ∂/∂xi ne commute pas avec xi, parce qu'on ne garde que les termes de plus grand ordre, et que les opérateurs différentiels commutent "aux termes d'ordres inférieurs près". L'opérateur est dit elliptique si le symbole est non nul dès qu'au moins un des y est non nul.
Exemple : Le laplacien en k variables a pour symbole y12 + … +yk2, donc est elliptique. Le d'alembertien a pour symbole y12 /c2 - y22 - … - yk2, donc n'est pas elliptique si k ≥ 2.
Le symbole d'un opérateur différentiel d'ordre n sur une variété différentiable X est défini de manière analogue en utilisant les cartes de coordonnées locales, et est une fonction définie sur le fibré cotangent de X, homogène de degré n sur chaque espace cotangent (en) (la formule générale de changement de carte pour un opérateur différentiel est assez compliquée (voir Jet et Fibré des jets (en)) ; cependant, les termes d'ordre supérieur se transforment comme des tenseurs, et donc on obtient des fonctions homogènes bien définies sur les espaces cotangents, et qui sont indépendantes du choix de cartes locales). Plus généralement, le symbole d'un opérateur différentiel entre deux fibrés vectoriels E et F est une section du fibré induit de Hom(E, F) sur l'espace cotangent de X. L'opérateur différentiel est dit elliptique si l'élément de Hom(Ex, Fx) est inversible pour tous les vecteurs cotangents non nuls en chaque point x de X.
Une propriété essentielle des opérateurs elliptiques est d'être presque inversibles ; cela est étroitement relié au fait que leurs symboles sont presque inversibles. Plus précisément, un opérateur elliptique D sur une variété compacte admet un pseudo-inverse D′ (non unique) tel que DD′ − 1 et D′D − 1 sont tous deux des opérateurs compacts. Une importante conséquence est que le noyau de D est de dimension finie, parce que tous les sous-espaces propres des opérateurs compacts, autres que leur noyau, sont de dimension finie (le pseudo-inverse d'un opérateur elliptique n'est en général pas un opérateur différentiel ; cependant, c'est un toujours un opérateur pseudo-différentiel elliptique).

### L'indice analytique
Comme l'opérateur différentiel elliptique D admet un pseudo-inverse, c'est un opérateur de Fredholm. Chaque opérateur de Fredholm admet un indice, défini comme la différence entre la dimension (finie) du noyau de D (les solutions de Df = 0), et la dimension (finie) du conoyau de D (les contraintes correspondant au membre de droite d'une équation non homogène telle que Df = g, ou encore au noyau de l'opérateur adjoint). En d'autres termes,
Indice(D) = dim Ker(D) − dim Coker(D) = dim Ker(D) − dim Ker(D*).
Ce nombre est parfois appelé l’indice analytique de D.
Exemple : prenons comme variété le cercle (le quotient R/Z), et pour D l'opérateur d/dx − λ où λ est une constante complexe (c'est l'exemple le plus simple d'un opérateur elliptique). Alors le noyau est l'espace des multiples de exp(λx) si λ est un multiple entier de 2πi et l'espace nul sinon, et le noyau de l'adjoint est analogue, en remplaçant λ par son conjugué. Ainsi D est d'indice 0. Cet exemple montre que les dimensions du noyau et du conoyau des opérateurs elliptiques peuvent avoir des discontinuités quand l'opérateur varie, et donc ne sauraient être aisément calculées en fonction d'invariants topologiques. Cependant l'indice, c'est-à-dire la différence de ces dimensions, varie continûment, et peut donc être calculé ainsi ; c'est ce qu'affirme le théorème de l'indice.

### L'indice topologique
L’indice topologique d'un opérateur différentiel elliptique D entre des fibrés vectoriels E et F sur une variété compacte X de dimension n est donné par
ch(D)Td(X)[X],
en d'autres termes, c'est l'évaluation de la composante de degré maximum de la classe de cohomologie mixte ch(D)Td(X) sur la classe fondamentale en homologie (en) [X] de la variété X.
Dans cette formule,
- Td(X) est la classe de Todd de la variété X.
- ch(D) est égal à φ−1(ch(d(E,F, σ(D)))), où
- φ est l'isomorphisme de Thom de Hk(X,Q) vers Hn+k(B(X)/S(X),Q)
- B(X) est la boule unité du fibré cotangent de X, S(X) est sa frontière, et p est la projection vers X.
- ch est le caractère de Chern, de la K-théorie K(X) vers l'anneau de cohomologie rationnelle H*(X,Q).
- d(p*E,p*F, σ(D)) est l'"élément différence" de K(B(X)/S(X)) associé aux deux fibrés vectoriels p*E et p*F sur B(X), et à un isomorphisme σ(D) entre eux sur le sous-espace S(X).
- σ(D) est le symbole de D.

Une autre façon de définir l'indice topologique utilise la K-théorie. Si X est une sous-variété compacte d'une variété Y, il existe une opération induite par l'inclusion, allant de K(TX) vers K(TY). L'indice topologique d'un élément de K(TX) est défini comme étant son image par cette opération, en prenant comme Y un espace euclidien, pour lequel K(TY) s'identifie naturellement avec les entiers Z. Cet indice est indépendant du plongement de X dans un espace euclidien.

## Le théorème de l'indice
Comme précédemment, D est un opérateur différentiel elliptique entre des fibrés vectoriels E et F sur une variété compacte X.
Le problème de l'indice consiste à calculer l'indice (analytique) de D en utilisant seulement son symbole et des invariants topologiques provenant de la variété et des deux fibrés vectoriels. Le théorème de l'indice résout ce problème en affirmant que :
L'indice analytique de D est égal à son indice topologique.
En dépit de sa formidable définition, l'indice topologique est en général évaluable directement de façon explicite, ce qui permet d'évaluer l'indice analytique (les dimensions du noyau et du conoyau d'un opérateur elliptique sont en général extrêmement difficiles à évaluer ; le théorème de l'indice montre qu'on peut en revanche évaluer le plus souvent leur différence). Plusieurs invariants importants d'une variété (comme sa signature) peuvent s'exprimer en tant qu'indices d'opérateurs différentiels appropriés, et le théorème de l'indice permet donc de les calculer à partir d'invariants topologiques.
Quoique l'indice analytique soit difficile à évaluer directement en général, il est du moins évident que c'est un entier. L'indice topologique est par définition un nombre rationnel, mais il n'est en général pas du tout évident qu'il soit aussi entier ; aussi, le théorème d'Atiyah–Singer a pour conséquence des résultats d'intégralité assez profonds, puisqu'il implique que l'indice topologique est effectivement entier.
L'indice d'un opérateur différentiel elliptique est évidemment nul si l'opérateur est auto-adjoint. Il s'annule également si la variété X est de dimension impaire, quoiqu'il existe en dimension impaire des opérateurs pseudo-différentiels elliptiques d'indice non nul.

## Exemples

### La caractéristique d'Euler
Supposons que X soit une variété compacte orientable. Prenant pour E la somme des puissances extérieures paires du fibré cotangent, et pour F la somme des puissances impaires, posons D =d + d*, considéré comme une application de E vers F. Alors l'indice topologique de D est la caractéristique d'Euler de M, et l'indice analytique est la somme alternée des dimensions des groupes de cohomologie de de Rham.

### Le théorème de Hirzebruch-Riemann-Roch
Prenons pour X une variété complexe avec un fibré vectoriel complexe V. On prend pour fibrés vectoriels E et F les sommes des fibrés de formes différentielles à coefficients dans V de type (0,i) avec i respectivement pair et impair, et pour opérateur différentiel D la somme
{\displaystyle {\overline {\partial }}+{\overline {\partial }}^{*}}
retreinte à E. Alors l'indice analytique de D est la caractéristique d'Euler holomorphe de V :
indice(D) = Σ(−1)p dim Hp(X,V).
L'indice topologique de D est donné par
indice(D) = ch(V)Td(X)[X],
produit du caractère de Chern de V et de la classe de Todd de X évaluée sur la classe fondamentale de X.
L'égalité des deux indices est le théorème de Hirzebruch-Riemann-Roch, et c'en est même une généralisation à toutes les variétés complexes : la démonstration de Hirzebruch ne s'appliquait qu'aux variétés algébriques complexes projectives.
Cette démonstration du théorème de Hirzebruch–Riemann–Roch est rendue plus naturelle en utilisant le théorème de l'indice pour des complexes elliptiques plutôt que pour des opérateurs elliptiques.
On peut choisir comme complexe
0→V→V⊗Λ0,1T*(X)→V⊗Λ0,2T*(X)…
avec la dérivation donnée par {\displaystyle {\overline {\partial }}}. Alors le i-ème groupe de cohomologie est simplement le groupe de cohomologie cohérente (en) Hi(X,V), et donc l'indice analytique de ce complexe est la caractéristique d'Euler holomorphe Σ (−1)i dim(Hi(X, V)), tandis que, comme précédemment, l'indice topologique est ch(V)Td(X)[X].

### Le théorème de la signature
Le théorème de la signature de Hirzebruch (en) affirme que la signature d'une variété (en) compacte orientable X de dimension 4k est égale au L-genre (en) de la variété. Cela résulte du théorème de l'indice appliqué à l’opérateur de signature (en) suivant.
Les fibrés E et F sont les sous-espaces propres de valeurs 1 et -1 de l'opérateur sur le fibré des formes différentielles de X, qui agit sur les k-formes par i k(k−1){\displaystyle \ast } = (-1)k(k−1)/2{\displaystyle \ast }, où i désigne l'unité imaginaire et {\displaystyle \ast } est l'opérateur de Hodge. L'opérateur D est le laplacien (de Hodge) :
{\displaystyle D\equiv \Delta :=(\mathbf {d} +\mathbf {d^{*}} )^{2}}
restreint à E, où {\displaystyle \mathbf {d} } est la dérivée extérieure de Cartan, et {\displaystyle \mathbf {d^{*}} } est son adjoint.
L'indice analytique de D est la signature de la variété X, et son indice topologique est le L-genre de X ; ces deux nombres sont donc égaux.

### Le Â-genre et le théorème de Rochlin
Le Â-genre (en) est un nombre rationnel défini pour toute variété, mais ce n'est en général pas un entier. Borel et Hirzebruch ont montré qu'il est entier pour les variétés spin, et pair si la dimension est de la forme 8n + 4. Cela peut se déduire du théorème de l'indice, qui implique que le Â-genre des variétés spin est l'indice d'un opérateur de Dirac. Le facteur 2 supplémentaire en dimensions 4 mod 8 vient de ce que, dans ce cas, le noyau et le conoyau de l'opérateur de Dirac ont une structure quaternionique, et sont donc, comme tout espace vectoriel complexe, de dimensions (réelles) paires ; l'indice est alors pair lui aussi.
En dimension 4, ce résultat entraîne le théorème de Rochlin (en) affirmant que la signature d'une variété spin de dimension 4 est divisible par 16 : en effet, en dimension 4, le Â-genre est égal à la signature multipliée par -1/8.

## Esquisses de démonstration

### Opérateurs pseudo-différentiels
Les opérateurs pseudo-différentiels sont faciles à décrire dans le cas des opérateurs à coefficients constants sur des espaces euclidiens. Les opérateurs différentiels à coefficients constants sont dans ce cas les transformés de Fourier de multiplications par des polynômes, et les opérateurs pseudo-différentiels à coefficients constants sont les transformés de Fourier de multiplications par des fonctions plus générales.
Beaucoup de démonstrations du théorème de l'indice utilisent des opérateurs pseudo-différentiels plutôt que différentiels. En effet, pour beaucoup d'utilisations, il n'y a pas assez d'opérateurs différentiels. Ainsi, un pseudo-inverse d'un opérateur différentiel elliptique d'ordre positif n'est pas différentiel, mais pseudo-différentiel. De plus, il existe une correspondance directe entre des représentants d'éléments de K(B(X),S(X)) (les isomorphismes de transition) et les symboles d'opérateurs pseudo-différentiels elliptiques.
Les opérateurs pseudo-différentiels ont un ordre, qui peut être un réel quelconque ou même −∞, et ont des symboles
(qui ne sont plus dans ce cas des polynômes sur l'espace cotangent) ; les opérateurs pseudo-différentiels elliptiques sont ceux dont les symboles sont inversibles pour des vecteurs cotangents assez grands. La plupart des versions du théorème de l'indice peuvent se généraliser aux opérateurs pseudo-différentiels elliptiques.

### Cobordisme
La démonstration initiale était basée sur celle (de 1954) du théorème de Hirzebruch-Riemann-Roch, et utilisait la théorie du cobordisme et des opérateurs pseudo-différentiels.
L'idée de cette première démonstration est en gros la suivante. Considérons l'anneau décrit par générateurs et relations, les générateurs étant les couples (X,V), où X est une variété (à bord) compacte orientée et V un fibré vectoriel sur X, et les relations étant d'une part que la somme et le produit de tels générateurs correspondent respectivement à l'union disjointe et au produit des variétés (avec les opérations évidentes sur les fibrés), d'autre part que tout bord d'un générateur est nul. Cette construction est analogue à celle de l'anneau du cobordisme des variétés orientables, mais en rajoutant des fibrés vectoriels. On interprète alors les indices topologique et analytique comme deux fonctions sur cet anneau à valeurs entières, et on montre que ce sont des homomorphismes d'anneaux ; pour montrer qu'elles sont égales, il suffit donc de vérifier qu'elles coïncident sur un ensemble de générateurs. La théorie du cobordisme de Thom donne de tels ensembles ; par exemple, la réunion des espaces projectifs complexes (munis du fibré trivial) et de certains fibrés sur des sphères de dimension paire. Le théorème de l'indice peut alors être démontré en le contrôlant sur ces cas qui sont particulièrement simples.

### K-théorie
La première démonstration publiée par Atiyah et Singer utilisait la K-théorie au lieu du cobordisme. Étant donné une inclusion i de variétés compactes entre X et Y, ils construisirent une application de Gysin (en) i! allant des opérateurs elliptiques sur X vers ceux de Y, et préservant l'indice. Prenant pour Y une sphère dans laquelle X se plonge, cela ramène le théorème de l'indice au cas des sphères. Si Y est une sphère et que X est un point plongé dans Y, tout opérateur elliptique sur Y est l'image par i! d'un opérateur elliptique sur le point. Le théorème de l'indice est ainsi ramené au cas trivial des points.

### L'équation de la chaleur
Atiyah, Bott et Patodi donnèrent en 1973 une nouvelle démonstration du théorème de l'indice utilisant l'équation de la chaleur. En 2004, Berline, Getzler et Vergne construisirent une preuve simplifiée exploitant la supersymétrie.
Si D est un opérateur différentiel d'adjoint D*, alors D*D et DD*
sont des opérateurs auto-adjoints dont les valeurs propres non nulles ont la même multiplicité (les multiplicités de 0 peuvent être distinctes, puisque ce sont les dimensions des noyaux de D et D*). Ainsi, l'indice (analytique) de D est donné par
Indice(D) = dim Ker(D) − dim Ker(D*) = Tr(e−tD*D) − Tr(e−tDD*)
pour tout t positif. Le membre de droite s'identifie à la trace de la différence des noyaux de deux opérateurs de la chaleur. Ceux-ci possèdent un développement asymptotique permettant de calculer la limite quand t tend vers 0, ce qui donne une preuve du théorème de l'indice.
Ces développements asymptotiques semblent très compliqués, mais la théorie des invariants montre que la plupart de leurs termes se compensent, ce qui permet de déterminer le terme dominant explicitement. Ce sont ces compensations qui furent par la suite expliquées à l'aide de la supersymétrie.

## Généralisations
- Le théorème de l'indice s'applique aux opérateurs pseudo-différentiels elliptiques comme aux opérateurs différentiels elliptiques. En fait, la plupart des premières démonstrations utilisaient des opérateurs pseudo-différentiels, leur flexibilité accrue rendant certaines étapes plus simples.
- Plutôt que d'employer des opérateurs elliptiques entre fibrés vectoriels, il est parfois plus commode d'utiliser un complexe elliptique (en) de fibrés vectoriels0 → E0 → E1 →E2 → … → Em →0.La différence est que les symboles (restreints au complémentaire de la section nulle) forment à présent une suite exacte. Quand il n'y a que deux fibrés non nuls dans le complexe, cela implique que le symbole est un isomorphisme en dehors de la section nulle, ainsi un complexe elliptique à deux termes s'identifie à un opérateur elliptique entre deux fibrés vectoriels. Réciproquement, le théorème de l'indice pour un complexe elliptique se réduit facilement au cas d'un opérateur elliptique : les deux fibrés vectoriels sont donnés par les sommes des termes pairs ou impairs du complexe, et l'opérateur elliptique est la somme des opérateurs du complexe et de leurs adjoints, restreinte à la somme des fibrés pairs.
- Si l'on considère des variétés avec bords, certaines restrictions doivent être mises sur le domaine de l'opérateur elliptique pour que l'indice reste fini. Ces contraintes peuvent être des conditions locales (comme d'exiger que les sections appartenant au domaine s'annulent à la frontière), ou des conditions globales plus complexes (comme d'exiger que les sections appartenant au domaine soient solutions de certaines équations différentielles). Le cas local fut résolu par Atiyah et Bott, mais ils montrèrent que de nombreux opérateurs intéressants (par exemple, l'opérateur de signature) n'admettaient pas de conditions au bord qui soient locales. Pour traiter le cas de ces opérateurs, Atiyah, Patodi et Singer introduisirent des conditions globales équivalentes à coller un cylindre à la variété le long de sa frontière, et à restreindre le domaine aux sections qui sont de carré intégrable sur le cylindre. C'est ce point de vue qui est utilisé dans la démonstration publiée par Melrose en 1993.
- On peut aussi considérer le cas d'une famille d'opérateurs elliptiques paramétrée par un espaceY. Dans ce cas, l'indice n'est plus un entier, mais un élément de la K-théorie de Y. Si les opérateurs de la famille sont réels, l'indice appartient à la K-théorie réelle de Y. Cela apporte un peu plus d'informations, l'application qui va de la K-théorie réelle vers la K-théorie complexe n'étant pas toujours injective.
- S'il y a une action d'un groupe G sur la variété compacte X, qui commute avec l'opérateur elliptique, on peut remplacer la K-théorie ordinaire par la K-théorie équivariante (en). De plus, cela donne des généralisations du théorème du point fixe de Lefschetz, avec des termes provenant des sous-variétés de points fixes par l'action de G.
- Atiyah montra en 1976 comment étendre le théorème de l'indice à certaines variétés non compactes, munies d'une action à quotient compact d'un groupe discret. Le noyau de l'opérateur elliptique est en général de dimension infinie dans ce cas, mais il est possible de définir un indice fini en utilisant la dimension d'un module sur une algèbre de von Neumann ; cet indice est en général un réel, plutôt qu'un entier. Cette version est appelée le théorème de l'indice L2, et fut utilisée par Atiyah et Schmid en 1977 pour redémontrer des propriétés des représentations de séries discrètes des groupes de Lie semi-simples.
- Le théorème de l'indice de Callias s'applique aux opérateurs de Dirac d'un espace non compact de dimension impaire (l'indice d'Atiyah-Singer n'est défini que sur les espaces compacts, et s'annule en dimension impaire). En 1978, Constantine Callias utilisa l'anomalie chirale (en) pour obtenir ce théorème sur des espaces munis d'une matrice hermitienne correspondant à un champ de Higgs[2] ; l'interprétation topologique de ce nouvel indice et sa relation avec l'indice de Hörmander fut publiée, dans le même numéro de Communications in Mathematical Physics, par Raoul Bott et Robert Thomas Seeley[3].